# نادي بايرن ميونخ للناشئين
فريق الناشئين لنادي بايرن ميونخ هو أكاديمية الشباب لنادي كرة القدم الألماني بايرن ميونخ. تأسس فريق الناشئين في عام 1902 وتمت إعادة هيكلته في عام 1995. لقد قامت بتدريب العديد من اللاعبين الذين أصبحوا لاعبين منتظمين في الدوري الألماني وألمانيا. رؤية الفريق الناشئ هي " تثقيف اللاعبين الشباب حتى يتمكن نادي برشلونة من الحفاظ على مكانته العالمية في كرة القدم على مستوى الأندية في الألفية القادمة " ومهمته هي " توفير أفضل تنمية للشباب في كرة القدم على مستوى الأندية ".

## تاريخ
تم إنشاء فريق الناشئين في عام 1902 وتمت إعادة هيكلته في عام 1995.
في عام 2006، اشترى نادي بايرن ميونخ أرضًا بالقرب من ملعب أليانز أرينا بهدف بناء أكاديمية جديدة للشباب. وفي عام 2015، بدأ المشروع، الذي تقدر تكلفته بنحو 70 مليون يورو، بعد التغلب على المقاومة الداخلية. كانت الأسباب الرئيسية للمشروع هي أن المرافق الموجودة كانت صغيرة للغاية وأن النادي، على الرغم من نجاحه الكبير على مستوى الكبار، كان يفتقر إلى القدرة التنافسية مع الأندية الألمانية والأوروبية الأخرى على مستوى الشباب. وكان من المقرر افتتاح المنشأة الجديدة في موسم 2017-2018.

## ملخص

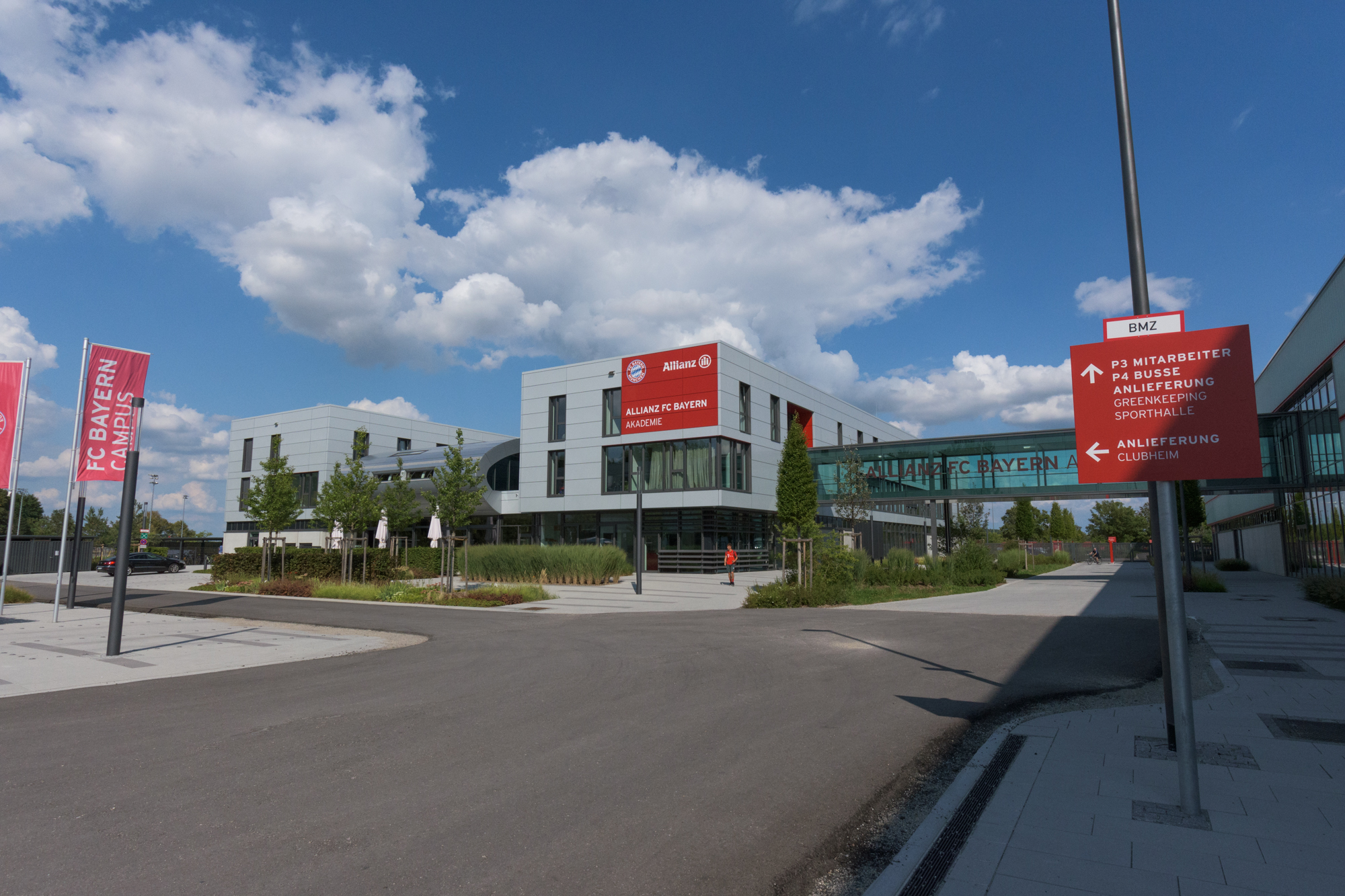
أكاديمية نادي بايرن ميونخ في الحرم الجامعي بميونيخ

رؤية الفريق الناشئ هي " تثقيف اللاعبين الشباب حتى يتمكن نادي برشلونة من الحفاظ على مكانته العالمية في كرة القدم على مستوى الأندية في الألفية القادمة " ومهمته هي " توفير أفضل تنمية للشباب في كرة القدم على مستوى الأندية".
يوجد 165 لاعبًا و16 مدربًا ومديرًا وأخصائي علاج طبيعي واحد ومعالج تدليك واحد. تظل قوائم اللاعبين دون تغيير بينما يتعلم الأطفال تجارتهم سواء كانت حارس مرمى أو دفاع أو خط وسط أو مهاجم. يتم تدريبهم على ما لا يزيد عن 1 أو 2 من المناصب.
يستخدم فريق بايرن ميونخ جونيور نظام تشكيل 4-3-3 من فئة د جونيور وما فوق. يتم تقديم الإقامة للاعبين من الخارج في مبنى سكني للشباب يحتوي على 13 غرفة فردية داخل أراضي النادي في شارع سابينر. يختلف ترتيب المنشأة عن العديد من الأندية الأخرى البارزة، حيث يتدرب الفريق الأول وفريق الشباب في نفس الموقع.
يوجد لدى بايرن ميونخ مبنى سكني للاعبين الذين تتراوح أعمارهم بين 15 و18 عامًا ويعيشون بعيدًا جدًا عن أرض التدريب. يمكن أن يعيش هناك ما يصل إلى 14 لاعبًا من فريق الشباب. لديهم موظف في مبنى السكن حيث يستيقظ في الصباح ويقوم بإعداد بوفيه الإفطار ويهتم أيضًا بالمشاكل الصغيرة والكبيرة للاعبي الشباب. يتوافر ما يصل إلى ثمانية مدرسين بدوام جزئي لدعم اللاعبين الشباب للتعويض عن الفجوات التعليمية. كما أن الطابق الأرضي من مركز الشباب هو أيضًا مكتب فريق الناشئين وغرفة اجتماعات للمدربين.

## الكشافة
لدى بايرن ميونيخ كشافين في جميع أنحاء العالم، على الرغم من أن معظم الكشافين يحدثون على بعد بضع ساعات بالسيارة من ميونيخ. توماس هيتزلسبيرجر، كريستيان ليل، أندرياس أوتل، القائد السابق فيليب لام والخريجين الجدد هولجر بادشتوبر، دييجو كونتينتو وتوماس مولر، جميعهم من ميونيخ أو ضمن نطاق 70 عامًا. كم من دائرة المدينة.
وكجزء من عملية إعادة الهيكلة ولمساعدة الفريق في العثور على لاعبين للفريق الصغير، قام بايرن ميونيخ بتطوير "يوم الموهبة" حيث يتم اكتشاف ما يصل إلى 500 فتى. يتم تنفيذ أيام المواهب يومي السبت والأحد. الشكل المستخدم هو ثلاث مباريات مدتها 20 دقيقة لكل فريق على ملاعب كرة قدم صغيرة الحجم. يبحث الكشافون عن مدى قدرة المشاركين على "التعامل مع الكرة" بـ"مهارة خاصة" و"مراوغة ممتازة" و"رؤية جيدة". في المتوسط، سيتمكن سبعة أطفال من الانضمام إلى فريق بايرن ميونيخ للناشئين خلال أيام المواهب. حظيت أيام المواهب باهتمام عالمي. وقد استقطب الحدث مشاركين من جميع أنحاء ألمانيا بالإضافة إلى مشاركين من النمسا وفرنسا وإيطاليا ومصر وسلوفينيا وسلوفاكيا وأستراليا.
في عام 2003، بدأ بايرن ميونيخ الشراكة مع أندية كرة قدم أخرى. الأندية الشريكة هي نادي أونترهاخينغ، إنغولشتات 04، كيكرز أوفنباخ وإس إس في أولم 1846، 1860 روزنهايم، لاندشوت، ميلبرتشوفن ونادي فورستنفيلدبروك. نادي أونترهاخينغ، إنغولشتات 04، كيكرز أوفنباخ وإس إس في أولم 1846 هم شركاء النخبة. 1860 روزنهايم ولاندشوت شريكان إقليميان. نادي ميلبيرتسهوفن وفورستنفيلدبروك شريكان محليان. أودو باسيمير هو المسؤول عن شراكات النادي. اللاعبون الذين يهتمون بهم لا يتم نقلهم على الفور. إنهم يسمحون للاعب بالتدريب في ناديه وفي ملاعب تدريب بايرن ميونيخ ويحدث الانتقال في "الوقت المناسب".

## فريق الاحتياط
المرحلة قبل الأخيرة للشباب في بايرن ميونيخ هي بايرن ميونيخ الثاني، الذي يلعب حاليًا في دوري الدرجة الرابعة في بايرن ميونيخ، وهو المستوى الرابع من كرة القدم الألمانية.

## الطاقم الفني
مدير فريق الشباب في بايرن ميونخ هو يوتشن ساور. الموظفون التاليون مسؤولون عن الفئات العمرية المختلفة:
| دور                   | تحت 19 سنة                   | تحت 17 سنة                  |
| --------------------- | ---------------------------- | --------------------------- |
| المدرب الرئيسي        | بيتر جايداروف                | باتريك كانيوث               |
| المدربين المساعدين    | ستيفان ميسنر كريستيان ستروبل | فيليب ديبنر إيمانويل جوزيتش |
| مدرب حراس المرمى      | توم ستارك                    | سيمون جينتش                 |
| مدرب رياضي            | فيليكس باخماير               | بيورن روزماير               |
| أخصائي العلاج الطبيعي | باتريك إجنر                  | سيمون هاس                   |
| مدير الفريق           | بن زيتشه                     | بنيامين جام                 |
| طبيب الفريق           | الدكتور يان فيليب مولر       |                             |
| محلل ألعاب            |                              | آريس إيريش                  |

## خريجين بارزين
اللاعبون التاليون لعبوا إما في الفريق الأول لبايرن ميونخ أو في الدوري الألماني لنادٍ آخر:
| لاعب                | سنة الانضمام إلى النادي | سنوات لعب في الفريق الأول | الفريق الوطني    | سنوات لعب في المنتخب الوطني | الإنجازات الرئيسية                                                                            |
| ------------------- | ----------------------- | ------------------------- | ---------------- | --------------------------- | --------------------------------------------------------------------------------------------- |
| فرانز بيكنباور      | 1959                    | 1964–1977                 | ألمانيا          | 1965–1977                   | كأس العالم74 (ج) بطولة أمم أوروبا72 (ج) المركز الثاني في الاتحاد الأوروبي 76                  |
| سيب ماير            | 1959                    | 1962–1979                 | ألمانيا          | 1966–1979                   | كأس العالم74، بطولة أمم أوروبا72، بطولة أمم أوروبا المركز الثاني 76؛ كأس اليورو 74، 75، 76    |
| هانز-جورج شوارزنبك  | 1962                    | 1966–1981                 | ألمانيا          | 1971–1978                   | كأس العالم74؛ بطولة أمم أوروبا72؛ المركز الثاني في الاتحاد الأوروبي 76؛ كأس اليورو 74، 75، 76 |
| كلاوس أوغنتالير     | 1975                    | 1976–1991                 | ألمانيا          | 1983–1990                   | كأس العالم90 بطولة أمم أوروبا80 ومركز الثاني في كأس اليورو 82 و 87                            |
| هانز فلوغلر         | 1975                    | 1981–1992، 1995           | ألمانيا          | 1987–1990                   | كأس العالم90                                                                                  |
| مانفريد شوبل        | 1977                    | 1985–1986، 1989–1993      | ألمانيا          | 1987–1988                   | —                                                                                             |
| ماكس إيبيرل         | 1979                    | 1991–1994                 | —                | —                           | —                                                                                             |
| رايموند أومن        | 1980                    | 1982–1994                 | ألمانيا          | 1989–1990                   | كأس العالم90 ثاني فوز في كأس اليورو 1987                                                      |
| ماركوس بابيل        | 1981                    | 1991–2000                 | ألمانيا          | 1995–2000                   | بطولة أمم أوروبا96، المركز الثاني في جامعة كرة القدم العالمية 99، كأس الاتحاد الأوروبي 96، 01 |
| كريستيان نيرلينجر   | 1986                    | 1992–1998                 | ألمانيا          | 1998–1999                   | كأس الاتحاد الأوروبي 96                                                                       |
| ديتمار هامن         | 1989                    | 1993–1998                 | ألمانيا          | 1998–2005                   | المركز الثاني في العالم 02؛ UCL 06؛ كأس الاتحاد الأوروبي 96، 01                               |
| توماس هيتلزبرجر     | 1989                    | —                         | ألمانيا          | 2004–2010                   | المركز الثاني في الاتحاد الأوروبي 08                                                          |
| (أويه غوداريك)      | 1989                    | 1991–1995                 | —                | —                           | —                                                                                             |
| كريستيان ليل        | 1993                    | 2003–2010                 | —                | —                           | —                                                                                             |
| ديفيد جاروليم       | 1995                    | 1997–2000                 | جمهورية التشيك   | 2005–2009                   | المركز الثاني لجامعة " UCL " 99                                                               |
| فيليب لاهم          | 1995                    | 2002–2017                 | ألمانيا          | 2004–2014                   | كأس العالم14 (ج)؛ المركز الثاني في الاتحاد الأوروبي 08؛ UCL 13؛ UCL المركز الثالث 10، 12      |
| المكعبات            | 1995                    | 2007–2009؛ 2016–2019      | ألمانيا          | 2010–2018                   | كأس العالم14 المركز الثاني لجامعة الجامعة 13                                                  |
| دييغو كوننتو        | 1995                    | 2010–2014                 | —                | —                           | المركز الثاني لجامعة "كول" 10                                                                 |
| جورج نيدرماير       | 1995                    | —                         | —                | —                           | —                                                                                             |
| ستيفان فيرستنر      | 1995                    | 2006–2009                 | —                | —                           | —                                                                                             |
| ساندرو فاغنر        | 1995                    | 2007–2018                 | ألمانيا          | 2017–2018                   | 2 أهداف في نهائي أوروبا تحت 21 الفوز على إنجلترا                                              |
| أندرياس أوتل        | 1996                    | 2005–2011                 | —                | —                           | —                                                                                             |
| فيليب هيرفاجن       | 1997                    | —                         | —                | —                           | —                                                                                             |
| ماركوس فولنر        | 1997                    | 2001–2003                 | —                | —                           | —                                                                                             |
| (أوين هارغريافز)    | 1997                    | 2001–2007                 | إنجلترا          | 2001–2008                   | المعلومات المعلوماتية                                                                         |
| محمّد إقيقي          | 1997                    | 2010–2011                 | تركيا            | 2010 - الحاضر               | —                                                                                             |
| باستيان شواينستايجر | 1998                    | 2003–2015                 | ألمانيا          | 2004–2016                   | كأس العالم14 المركز الثاني في الاتحاد الأوروبي 08، UCL 13؛ المركز الثالث في UCL 10، 12        |
| بيتر تروتشوفسكي     | 1999                    | 2002–2005                 | ألمانيا          | 2006–2010                   | المرتبة الثانية في الإتحاد الأوروبي 08؛ دورة أوروبا 13؛ كأس إنتوتو 05، 07                     |
| توماس مولر          | 2000                    | 2008 - الحاضر             | ألمانيا          | 2010 – 2016                 | كأس العالم14 UCL 13، 20؛ UCL نائب 10، 12                                                      |
| زفيزان ميسيموفيتش   | 2000                    | 2003–2004                 | البوسنة والهرسك  | 2004–2014                   | الثاني في الأغلبيات والهداف لـ بوسنيا و هرتسوغوفينا                                           |
| مايكل رينسينج       | 2000                    | 2003–2010                 | —                | —                           | —                                                                                             |
| هولجر بادستوبر      | 2002                    | 2009–2017                 | ألمانيا          | 2010 - الحاضر               | المادة 13؛ المادة 13                                                                          |
| جوزيه باولو جيررو   | 2002                    | 2004–2006                 | بيرو             | 2005 - الحاضر               | كأس إينترتوتو 2007، قائد سباقات بيرو                                                          |
| توماس كرافت         | 2004                    | 2008–2011                 | —                | —                           | —                                                                                             |
| (جانلوكا غودينو)    | 2004                    | 2014–2017                 | —                | —                           | —                                                                                             |
| توني كروس           | 2006                    | 2007–2014                 | ألمانيا          | 2010 - الحاضر               | كأس العالم14 UCL 13، 16، 17، 18، 22؛ UCL المركز الثاني 12                                     |
| ديفيد ألبا          | 2008                    | 2010 – 2021               | النمسا           | 2009 - الحاضر               | الجامعة العليا 13، 20 و 22، المركز الثاني الجامعة الجامعية 10، 12                             |
| إمري كان            | 2009                    | 2012–2013                 | ألمانيا          | 2015 - الحاضر               | الجامعة العليا 13؛ رابطة أوروبا 16                                                            |
| أليساندو شوف        | 2009                    | —                         | النمسا           | 2016 - الحاضر               | —                                                                                             |
| جوليان جرين         | 2010                    | 2013–2016                 | الولايات المتحدة | 2014 - الحاضر               | لقد سجل هدفًا واحدًا في 10 دقائق في كأس العالم14                                                |
| كينان يلدز          | 2012                    | —                         | تركيا            | 2023 - الحاضر               | كأس اليورو 24                                                                                 |

ملحوظة : حتى الآن، هذا يعني أن أكاديمية بايرن ميونخ جونيور أنتجت؛
- كأس العالم لكرة القدم
  - قائدان فائزان بكأس العالم
  - 11 فائزًا بكأس العالم
- بطولة أوروبا لكرة القدم
  - 5 فائزين ببطولة أوروبا
- دوري أبطال أوروبا UEFA
  - 13 فائزًا بكأس أوروبا/دوري أبطال أوروبا
- الدوري الأوروبي
  - 5 فائزين بكأس الاتحاد الأوروبي/الدوري الأوروبي

## الأوسمة

### شباب
- الدوري الألماني تحت 19 عامًا
  - الفائزون : 2001، 2002، 2004
  - الوصيف: 1998، 2006، 2007، 2012، 2017
- الدوري الألماني تحت 17 سنة
  - الفائزون : 1989، 1997، 2001، 2007، 2017
  - الوصيف: 2000، 2009، 2018
- بطولة جنوب/جنوب غرب ألمانيا تحت 19 عامًا
  - الفائزون : 2004، 2007، 2012، 2013، 2017
- بطولة جنوب/جنوب غرب ألمانيا تحت 17 عامًا
  - الفائزون : 2009، 2017، 2018، 2019
- بطولة جنوب ألمانيا تحت 19 عامًا
  - الفائزون : 1950، 1954
- بطولة جنوب ألمانيا تحت 15 عامًا
  - الفائزون : 1982، 1985، 1987، 1990، 1991
- بطولة بافاريا تحت 19 عامًا
  - الفائزون : 1950، 1954، 1966، 1972، 1973، 1981، 1985، 1987، 1991، 1992، 1994، 1995، 1996
  - الوصيف: 1946، 1960، 1964، 1980، 1999‡
- بطولة بافاريا تحت 17 سنة
  - الفائزون : 1976، 1978، 1983، 1985، 1986، 1988، 1989، 1993، 1994، 1997، 1998، 2000، 2010‡، 2014‡
  - الوصيف: 1982، 1987، 1990، 1992، 1996، 2012‡، 2015‡
- بطولة بافاريا تحت 15 سنة
  - الفائزون : 1975، 1978، 1982، 1985، 1987، 1990، 1991، 1994، 1995، 2007، 2009
  - الوصيف: 1976، 1977، 1988، 1992، 2008

## رؤساء فريق الناشئين
| رئيس           | تاريخ البدء  | تاريخ الانتهاء | مصدر          |
| -------------- | ------------ | -------------- | ------------- |
| فيرنر كيرن     | 1998         | 30 يونيو 2012  | [ 3 ] [ 19 ]  |
| هانز يورغ بوت  | 1 يوليو 2012 | 7 أغسطس 2012   | [ 19 ] [ 20 ] |
| ولفغانغ دريملر | 9 أغسطس 2012 | 30 يونيو 2017  | [ 21 ]        |
| يوخن ساور      | 1 يوليو 2017 | حاضر           | [ 22 ]        |

## الفرق الفائزة بالبطولة الألمانية
فاز بايرن ميونخ ببطولة ألمانيا تحت 19 عامًا ثلاث مرات وببطولة ألمانيا تحت 17 عامًا خمس مرات. وفيما يلي الفرق الفائزة بالبطولة مع الأهداف في المباراة النهائية بين قوسين:

### تحت 19 عامًا
| 2001 : بايرن ميونخ – باير ليفركوزن 3–2 |
| فيليب هيرفاجين – ليونارد هاس (1) – ماركوس هوستر – بيتر إندريس – مارتن ريتزلر – إنزو كونتينتو – بول توميك – بربروس باروت – ماركوس فيولنر – فيليب لام – زفيزدان ميسيموفيتش (1) – بيوتر تروشوفسكي (1) – فلوريان هيلر – يونس كارايون. |

| 2002 : بايرن ميونخ – شتوتغارت 4–0 |
| مايكل رينسينغ – ليونارد هاس – ألكسندر أيشمان – أندرياس أوتل – بربروس باروت – مايكل ستيغماير – كريستيان ليل – بول توميك – باستيان شفاينشتايجر – فيليب لام (1) – بيوتر تروخوفسكي (2) – إردال كيليكاسلان (1) – بوروت سيملر – سيركان أتاك – بيتر إندريس |

| 2004 : بايرن ميونخ – في إف إل بوخوم 3–0 |
| يوهانس هوكر – فيليب ريهم – جان ماورسبيرجر – جورج نيدرماير – مايكل ستيجماير – بول توميك (1) – أندرياس أوتل (1) – راينر ستورهاس – تيمو هاينز – خوسيه لويس أورتيز – فابيان مولر – بوروت سملر (1) – سيباستيان هايدنجر – ماركوس شتاينهوفر – ماريجان هوليفاتش |

### تحت 17 عامًا
| 1989 : بايرن ميونخ – هيرتا زيهليندورف 1–1 (5–4 بركلات الترجيح) |
| أندرياس شوتل – ماركوس بابل – دانييل بونزلت – ماتي كارولا – ديتر شونبيرجر – ألكسندر روث – شميدت – كريستيان نيرلينجر – ماكس إيبرل – جيهان – فولفغانغ تريب – باور – باباخريستوس |

| 1997 : بايرن ميونخ – فيردر بريمن 3-0 |
| ماتياس كوفنر – مارسين مامزر – ستيفان كلينج – ستيفان بورجرميير – سيمون كيليتسهوفر – سيباستيان باكر – بنيامين شوكل – ستيفن هوفمان – سيباستيان بونيغ – زفيزدان ميسيموفيتش – دانييل يونجفيرث – باتريك مولزل – توماس هيتزلسبرجر – أيكين أيديمير – ديفيد راينيش |

| 2001 : بايرن ميونخ – بوروسيا دورتموند 4-0 |
| مايكل رينسينغ – ماركوس جرونبرجر – آندي بالك – دانييل برود – كريستيان ليل – فلوريان ستيجمان – أندرياس أوتل – باستيان شفاينشتايجر (1) – آدا أوغوز – ثورستن شولز – بول توميك – دومينيكو كونتينتو – إردال كيليكاسلان (2) – سيركان أتاك (1) – روبرت راكاريتش |

| 2007 : بايرن ميونخ – بوروسيا دورتموند 1–0 |
| فرديناند أوزوالد – أوي شلوتنر – كريستوف هيربيرث – ماتياس هاس – موريتز شابفل – ماريو إرب – جيانلوكا سيماري – روبرتو سوريانو – جوناس هوملز – دييغو كونتينتو – محمد إيكيسي – نيكولا تركولجا – فنسنت بونيغ – يانيك كاكوكو (1) – فلوريان إليندر. |

| 2017 : بايرن ميونخ – فيردر بريمن 2–0 |
| مايكل فاغنر – توماس راوش – ألكسندر نيتزل – لارس لوكاس ماي – مارين بوديتش – توبياس هيلاند – دانييل جيليسيتش – فلافيوس دانيليوك – مارسيل زيلا (1) – كان كاراتاس – بنديكت هولرباخ (1) – فرانك إيفينا – بروجون مالوكو – أوليفر باتيستا ماير – يانيك بروجر |

## روابط خارجية
- بايرن ميونيخ - فرق الحرم الجامعي (بالألمانية)
- حرم نادي بايرن ميونخ
- طريقة أكاديمية بايرن ميونخ – فوتبول تايمز (2015)